# Seznam mistrů světa ve fotbale
Seznam mistrů světa ve fotbale obsahuje soupisky za každé mistrovství světa ve fotbale, některá jména se mohou opakovat (např. Pelé s 3 vítězstvími).

## Uruguay(1930)
Hlavní trenér: Alberto Suppici
| Jméno                | Datum narození | Datum úmrtí                         | Klub                           |
| Brankáři             | Brankáři       | Brankáři                            | Brankáři                       |
| -------------------- | -------------- | ----------------------------------- | ------------------------------ |
| Enrique Ballestrero  | 18.1.1905      | 11. října 1969 (ve věku 64 let)     | CA Peñarol                     |
| Miguel Capuccini     | 5.1.1904       | 9. června 1980 (ve věku 76 let)     | CA Peñarol                     |
| Obránci              |                |                                     |                                |
| Lorenzo Fernández    | 20.5.1900      | 16. listopadu 1973 (ve věku 73 let) | CA Peñarol                     |
| Ernesto Mascheroni   | 21.11.1907     | 3. července 1984 (ve věku 76 let)   | Olimpia                        |
| José Nasazzi         | 24.5.1901      | 7. června 1968 (ve věku 67 let)     | CA Bella Vista                 |
| Emilio Recoba        | 3.11.1904      | 12. září 1992 (ve věku 87 let)      | Nacional Montevideo            |
| Domingo Tejera       | 22.6.1899      | 30. června 1969 (ve věku 70 let)    | Montevideo Wanderers           |
| Záložníci            |                |                                     |                                |
| José Leandro Andrade | 22.11.1901     | 5. října 1957 (ve věku 55 let)      | Nacional Montevideo            |
| Álvaro Gestido       | 17.5.1907      | 18. ledna 1957 (ve věku 49 let)     | CA Peñarol                     |
| Ángel Melogno        | 22.3.1905      | 27. března 1945 (ve věku 40 let)    | CA Bella Vista                 |
| Conduelo Píriz       | 17.6.1905      | 25. prosince 1976 (ve věku 71 let)  | Nacional Montevideo            |
| Carlos Riolfo        | 5.11.1905      | 5. prosince 1978 (ve věku 73 let)   | CA Peñarol                     |
| Útočníci             |                |                                     |                                |
| Peregrino Anselmo    | 30.4.1902      | 27. října 1975 (ve věku 73 let)     | CA Peñarol                     |
| Juan Carlos Calvo    | 26.6.1906      | 12. října 1977 (ve věku 71 let)     | Club Sportivo Miramar Misiones |
| Héctor Castro        | 29.11.1904     | 15. září 1960 (ve věku 55 let)      | Nacional Montevideo            |
| Pedro Cea            | 1.9.1900       | 18. září 1970 (ve věku 70 let)      | Nacional Montevideo            |
| Pablo Dorado         | 22.6.1908      | 18. listopadu 1978 (ve věku 70 let) | CA Bella Vista                 |
| Santos Iriarte       | 2.11.1902      | 10. listopadu 1968 (ve věku 66 let) | Racing Club de Montevideo      |
| Pedro Petrone        | 11.5.1905      | 13. prosince 1964 (ve věku 59 let)  | Nacional Montevideo            |
| Zoilo Saldombide     | 18.3.1905      | 4. prosince 1981 (ve věku 76 let)   | Nacional Montevideo            |
| Héctor Scarone       | 26.11.1898     | 4. dubna 1967 (ve věku 68 let)      | Nacional Montevideo            |
| Santos Urdinarán     | 30.3.1900      | 14. července 1979 (ve věku 79 let)  | Nacional Montevideo            |

## Itálie(1934)
Hlavní trenér: Vittorio Pozzo
| Jméno               | Datum narození | Datum úmrtí                         | Klub             |
| Brankáři            | Brankáři       | Brankáři                            | Brankáři         |
| ------------------- | -------------- | ----------------------------------- | ---------------- |
| Giuseppe Cavanna    | 18.9.1905      | 3. listopadu 1976 (ve věku 71 let)  | SSC Neapol       |
| Gianpiero Combi –   | 20.11.1902     | 13. srpna 1956 (ve věku 53 let)     | Juventus FC      |
| Guido Masetti       | 22.11.1907     | 26. listopadu 1993 (ve věku 86 let) | AS Řím           |
| Obránci             |                |                                     |                  |
| Luigi Allemandi     | 18.11.1903     | 25. září 1978 (ve věku 74 let)      | Ambrosiana Inter |
| Umberto Caligaris   | 26.7.1901      | 19. října 1940 (ve věku 39 let)     | Juventus FC      |
| Eraldo Monzeglio    | 5.6.1906       | 3. listopadu 1981 (ve věku 75 let)  | Bologna FC 1909  |
| Virginio Rosetta    | 25.2.1902      | 31. března 1975 (ve věku 72 let)    | Juventus FC      |
| Záložníci           |                |                                     |                  |
| Luigi Bertolini     | 13.9.1904      | 11. února 1977 (ve věku 72 let)     | Juventus FC      |
| Armando Castellazzi | 7.10.1904      | 31. března 1968 (ve věku 63 let)    | Ambrosiana Inter |
| Attilio Ferraris    | 26.3.1904      | 8. května 1947 (ve věku 43 let)     | AS Řím           |
| Giuseppe Meazza     | 23.8.1910      | 21. srpna 1979 (ve věku 68 let)     | Ambrosiana Inter |
| Luis Monti          | 15.5.1901      | 9. září 1983 (ve věku 82 let)       | Juventus FC      |
| Mario Pizziolo      | 7.12.1909      | 30. dubna 1990 (ve věku 80 let)     | ACF Fiorentina   |
| Mario Varglien      | 26.12.1905     | 11. srpna 1978 (ve věku 72 let)     | Juventus FC      |
| Útočníci            |                |                                     |                  |
| Pietro Arcari       | 2.12.1909      | 8. února 1988 (ve věku 78 let)      | AC Milán         |
| Felice Borel        | 5.4.1914       | 21. ledna 1993 (ve věku 78 let)     | Juventus FC      |
| Attilio Demaría     | 19.3.1909      | 11. listopadu 1990 (ve věku 81 let) | Ambrosiana Inter |
| Giovanni Ferrari    | 6.12.1907      | 2. prosince 1982 (ve věku 74 let)   | Juventus FC      |
| Enrique Guaita      | 11.7.1910      | 18. května 1959 (ve věku 48 let)    | AS Řím           |
| Anfilogino Guarisi  | 26.12.1905     | 8. června 1974 (ve věku 68 let)     | SS Lazio         |
| Raimundo Orsi       | 2.12.1901      | 6. dubna 1986 (ve věku 84 let)      | Juventus FC      |
| Angelo Schiavio     | 15.10.1905     | 17. dubna 1990 (ve věku 84 let)     | Bologna FC 1909  |

## Itálie(1938)
Hlavní trenér: Vittorio Pozzo
| Jméno             | Datum narození | Datum úmrtí                         | Klub             |
| Brankáři          | Brankáři       | Brankáři                            | Brankáři         |
| ----------------- | -------------- | ----------------------------------- | ---------------- |
| Carlo Ceresoli    | 14.6.1910      | 22. dubna 1995 (ve věku 84 let)     | Bologna FC 1909  |
| Guido Masetti     | 22.11.1907     | 26. listopadu 1993 (ve věku 86 let) | AS Řím           |
| Aldo Olivieri     | 2.10.1910      | 5. dubna 2001 (ve věku 90 let)      | Lucchese 1905    |
| Obránci           |                |                                     |                  |
| Alfredo Foni      | 20.1.1911      | 28. ledna 1985 (ve věku 74 let)     | Juventus FC      |
| Eraldo Monzeglio  | 5.6.1906       | 3. listopadu 1981 (ve věku 75 let)  | AS Řím           |
| Pietro Rava       | 21.1.1916      | 5. listopadu 2006 (ve věku 90 let)  | Juventus FC      |
| Záložníci         |                |                                     |                  |
| Michele Andreolo  | 6.9.1912       | 14. května 1981 (ve věku 68 let)    | Bologna FC 1909  |
| Bruno Chizzo      | 19.4.1916      | 3. srpna 1969 (ve věku 53 let)      | Triestina        |
| Aldo Donati       | 29.9.1910      | 3. listopadu 1984 (ve věku 74 let)  | AS Řím           |
| Mario Genta       | 1.3.1912       | 9. ledna 1993 (ve věku 80 let)      | Janov CFC        |
| Ugo Locatelli     | 5.2.1916       | 28. května 1993 (ve věku 77 let)    | Ambrosiana-Inter |
| Giuseppe Meazza – | 23.8.1910      | 21. srpna 1979 (ve věku 68 let)     | Ambrosiana-Inter |
| Renato Olmi       | 12.7.1914      | 15. května 1985 (ve věku 70 let)    | Ambrosiana-Inter |
| Mario Perazzolo   | 7.6.1911       | 3. srpna 2001 (ve věku 90 let)      | Janov CFC        |
| Pietro Serantoni  | 12.12.1906     | 6. října 1964 (ve věku 57 let)      | AS Řím           |
| Útočníci          |                |                                     |                  |
| Sergio Bertoni    | 23.9.1915      | 15. února 1995 (ve věku 79 let)     | AC Pisa 1909     |
| Amedeo Biavati    | 4.4.1915       | 22. dubna 1979 (ve věku 64 let)     | Bologna FC 1909  |
| Gino Colaussi     | 4.3.1914       | 27. července 1991 (ve věku 77 let)  | Triestina        |
| Giovanni Ferrari  | 6.12.1907      | 2. prosince 1982 (ve věku 74 let)   | Ambrosiana-Inter |
| Pietro Ferraris   | 15.2.1912      | 11. října 1991 (ve věku 79 let)     | Ambrosiana-Inter |
| Pietro Pasinati   | 21.7.1910      | 15. listopadu 2000 (ve věku 90 let) | Triestina        |
| Silvio Piola      | 29.9.1913      | 4. října 1996 (ve věku 83 let)      | SS Lazio         |

## Uruguay(1950)
Hlavní trenér: Juan López
| Jméno                    | Datum narození | Datum úmrtí                         | Klub                |
| Brankáři                 | Brankáři       | Brankáři                            | Brankáři            |
| ------------------------ | -------------- | ----------------------------------- | ------------------- |
| Roque Máspoli            | 12.10.1917     | 22. února 2004 (ve věku 86 let)     | Peñarol             |
| Aníbal Paz               | 21.5. 1917     | 21. března 2013 (ve věku 95 let)    | Nacional Montevideo |
| Obránci                  |                |                                     |                     |
| Schubert Gambetta        | 14.4.1920      | 9. srpna 1991 (ve věku 71 let)      | Nacional Montevideo |
| Juan Carlos González     | 22.8.1924      | 15. února 2010 (ve věku 85 let)     | Peñarol             |
| Matías González          | 6.8.1925       | 12. května 1984 (ve věku 58 let)    | CA Cerro            |
| William Martínez         | 13.1.1928      | 28. prosince 1997 (ve věku 69 let)  | Rampla Juniors      |
| Eusebio Tejera           | 6.1.1922       | 9. listopadu 2002 (ve věku 80 let)  | Nacional Montevideo |
| Héctor Vilches           | 14.2.1926      | 23. září 1998 (ve věku 72 let)      | CA Cerro            |
| Záložníci                |                |                                     |                     |
| Washington Ortuño        | 13.5.1928      | 15. září 1973 (ve věku 45 let)      | Peñarol             |
| Rodolfo Pini             | 12.11.1926     | 31. května 2000 (ve věku 73 let)    | Nacional Montevideo |
| Víctor Rodríguez Andrade | 2.5.1927       | 19. května 1985 (ve věku 58 let)    | Central Español FC  |
| Obdulio Varela           | 20.9.1917      | 2. srpna 1996 (ve věku 78 let)      | Peñarol             |
| Útočníci                 |                |                                     |                     |
| Julio César Britos       | 18.5.1926      | 27. března 1998 (ve věku 71 let)    | Peñarol             |
| Juan Burgueño            | 4.2.1923       | 21. září 1997 (ve věku 74 let)      | Danubio FC          |
| Alcides Ghiggia          | 22.12.1926     | 16. července 2015 (ve věku 88 let)  | Peñarol             |
| Oscar Míguez             | 5.12.1927      | 19. srpna 2006 (ve věku 78 let)     | Peñarol             |
| Rubén Morán              | 6.8.1930       | 3. ledna 1978 (ve věku 47 let)      | CA Cerro            |
| Julio Pérez              | 19.6.1926      | 22. září 2002 (ve věku 76 let)      | Nacional Montevideo |
| Luis Rijo                | 28.9.1927      | 8. května 2001 (ve věku 73 let)     | Central Español FC  |
| Carlos Romero            | 7.9.1927       | 28. července 1999 (ve věku 71 let)  | Danubio FC          |
| Juan Alberto Schiaffino  | 28.7.1925      | 13. listopadu 2002 (ve věku 77 let) | Peñarol             |
| Ernesto Vidal            | 15.11.1921     | 20. února 1974 (ve věku 52 let)     | Peñarol             |

## SRN(1954)
Hlavní trenér: Sepp Herberger
| Jméno              | Datum narození | Datum úmrtí                        | Klub                 |
| Brankáři           | Brankáři       | Brankáři                           | Brankáři             |
| ------------------ | -------------- | ---------------------------------- | -------------------- |
| Toni Turek         | 18.1.1919      | 11. května 1984 (ve věku 65 let)   | Fortuna Düsseldorf   |
| Heinz Kubsch       | 20.7.1930      | 24. října 1993 (ve věku 63 let)    | FK Pirmasens         |
| Heinz Kwiatkowski  | 16.7.1926      | 23. května 2008 (ve věku 81 let)   | Borussia Dortmund    |
| Obránci            |                |                                    |                      |
| Fritz Laband       | 1.11.1925      | 3. ledna 1982 (ve věku 56 let)     | Hamburger SV         |
| Werner Kohlmeyer   | 19.4.1924      | 26. března 1974 (ve věku 49 let)   | 1. FC Kaiserslautern |
| Hans Bauer         | 28.7.1927      | 31. října 1997 (ve věku 70 let)    | Bayern Mnichov       |
| Herbert Erhardt    | 6.7.1930       | 3. července 2010 (ve věku 79 let)  | SpVgg Fürth          |
| Josef Posipal      | 20.6.1927      | 21. února 1997 (ve věku 69 let)    | Hamburger SV         |
| Werner Liebrich    | 18.1.1927      | 20. března 1995 (ve věku 68 let)   | 1. FC Kaiserslautern |
| Záložníci          |                |                                    |                      |
| Horst Eckel        | 8.2.1932       | 3. prosince 2021 (ve věku 89 let)  | 1. FC Kaiserslautern |
| Karl Mai           | 27.7.1928      | 15. března 1993 (ve věku 64 let)   | SpVgg Fürth          |
| Paul Mebus         | 9.6.1920       | 11. prosince 1993 (ve věku 73 let) | 1. FC Köln           |
| Karl-Heinz Metzner | 9.1.1923       | 25. října 1994 (ve věku 71 let)    | KSV Hessen Kassel    |
| Alfred Pfaff       | 16.7.1926      | 27. prosince 2008 (ve věku 82 let) | Eintracht Frankfurt  |
| Útočníci           |                |                                    |                      |
| Helmut Rahn        | 16.8.1929      | 14. srpna 2003 (ve věku 73 let)    | Rot-Weiss Essen      |
| Max Morlock        | 11.5.1925      | 10. září 1994 (ve věku 69 let)     | 1. FC Norimberk      |
| Bernhard Klodt     | 26.10.1926     | 23. května 1996 (ve věku 69 let)   | FC Schalke 04        |
| Ottmar Walter      | 6.3.1924       | 16. června 2013 (ve věku 89 let)   | 1. FC Kaiserslautern |
| Fritz Walter –     | 31.10.1920     | 18. června 2002 (ve věku 81 let)   | 1. FC Kaiserslautern |
| Richard Herrmann   | 28.1.1923      | 27. července 1962 (ve věku 39 let) | FSV Frankfurt        |
| Ulrich Biesinger   | 6.8.1933       | 18. června 2011 (ve věku 77 let)   | BC Augsburg          |
| Hans Schäfer       | 19.10.1927     | 7. listopadu 2017 (ve věku 90 let) | 1. FC Köln           |

## Brazílie(1958)
Hlavní trenér: Vicente Feola
| Jméno                | Datum narození | Datum úmrtí                         | Klub          |
| Brankáři             | Brankáři       | Brankáři                            | Brankáři      |
| -------------------- | -------------- | ----------------------------------- | ------------- |
| Carlos José Castilho | 27.11.1927     | 2. února 1987 (ve věku 59 let)      | Fluminense FC |
| Gilmar               | 22.8.1930      | 25. srpna 2013 (ve věku 83 let)     | Corinthians   |
| Obránci              |                |                                     |               |
| Hilderaldo Bellini – | 7.6.1930       | 20. března 2014 (ve věku 83 let)    | Vasco da Gama |
| Djalma Santos        | 27.2.1929      | 23. července 2013 (ve věku 84 let)  | Portuguesa    |
| Nílton Santos        | 16.5.1925      | 27. listopadu 2013 (ve věku 88 let) | Botafogo      |
| De Sordi             | 14.2.1931      | 24. srpna 2013 (ve věku 82 let)     | São Paulo     |
| Orlando              | 20.9.1935      | 10. února 2010 (ve věku 74 let)     | Vasco da Gama |
| Mauro Ramos          | 30.8.1930      | 18. září 2002 (ve věku 72 let)      | São Paulo     |
| Záložníci            |                |                                     |               |
| Dino Sani            | 23.5.1932      |                                     | São Paulo     |
| Didi                 | 8.10.1928      | 12. května 2001 (ve věku 72 let)    | Botafogo      |
| Oreco                | 13.6.1932      | 3. dubna 1985 (ve věku 52 let)      | Corinthians   |
| Zózimo               | 19.6.1932      | 17. července 1977 (ve věku 45 let)  | Bangu         |
| Moacir               | 18.5.1936      |                                     | Flamengo      |
| Zito                 | 18.8.1932      | 14. června 2015 (ve věku 82 let)    | Santos        |
| Útočníci             |                |                                     |               |
| Mário Zagallo        | 9.8.1931       | 5. ledna 2024 (ve věku 92 let)      | Flamengo      |
| Pelé                 | 23.10.1940     | 29. prosince 2022 (ve věku 82 let)  | Santos        |
| Garrincha            | 28.10.1933     | 20. ledna 1983 (ve věku 49 let)     | Botafogo      |
| Joel Antônio Martins | 23.11.1931     | 1. ledna 2003 (ve věku 71 let)      | Flamengo      |
| Mazzola              | 24.7.1938      |                                     | Palmeiras     |
| Vavá                 | 12.11.1934     | 19. ledna 2002 (ve věku 67 let)     | Vasco da Gama |
| Dida                 | 26.3.1934      | 17. září 2002 (ve věku 68 let)      | Flamengo      |
| Pepe                 | 25.2.1935      |                                     | Santos        |

## Brazílie(1962)
Hlavní trenér: Aymoré Moreira
| Jméno         | Datum narození | Datum úmrtí                         | Klub          |
| Brankáři      | Brankáři       | Brankáři                            | Brankáři      |
| ------------- | -------------- | ----------------------------------- | ------------- |
| Gilmar        | 22.8.1930      | 25. srpna 2013 (ve věku 83 let)     | Santos FC     |
| Castilho      | 27.11.1927     | 2. února 1987 (ve věku 59 let)      | Fluminense FC |
| Obránci       |                |                                     |               |
| Djalma Santos | 27.2.1929      | 23. července 2013 (ve věku 84 let)  | Palmeiras     |
| Mauro –       | 30.8.1930      | 18. září 2002 (ve věku 72 let)      | Santos FC     |
| Zózimo        | 19.6.1932      | 17. července 1977 (ve věku 45 let)  | Bangu         |
| Nílton Santos | 16.5.1925      | 27. listopadu 2013 (ve věku 88 let) | Botafogo      |
| Jair Marinho  | 17.7.1936      | 7. března 2020 (ve věku 83 let)     | Fluminense FC |
| Bellini       | 7.6.1930       | 20. března 2014 (ve věku 83 let)    | São Paulo FC  |
| Jurandir      | 12.11.1940     | 6. března 1996 (ve věku 55 let)     | São Paulo FC  |
| Altair        | 22.1.1938      | 9. srpna 2019 (ve věku 81 let)      | Fluminense FC |
| Záložníci     |                |                                     |               |
| Zito          | 18.8.1932      | 14. června 2015 (ve věku 82 let)    | Santos FC     |
| Didi          | 8.10.1929      | 12. května 2001 (ve věku 71 let)    | Botafogo      |
| Zequinha      | 18.11.1934     | 25. července 2009 (ve věku 74 let)  | Palmeiras     |
| Mengálvio     | 17.10.1939     |                                     | Santos FC     |
| Útočníci      |                |                                     |               |
| Garrincha     | 28.10.1933     | 20. ledna 1983 (ve věku 49 let)     | Botafogo      |
| Coutinho      | 11.6.1943      | 11. března 2019 (ve věku 75 let)    | Santos FC     |
| Pelé          | 23.10.1940     | 29. prosince 2022 (ve věku 82 let)  | Santos FC     |
| Pepe          | 25.2.1935      |                                     | Santos FC     |
| Jair da Costa | 9.7.1940       |                                     | Portuguesa    |
| Vavá          | 12.11.1934     | 19. ledna 2002 (ve věku 67 let)     | Palmeiras     |
| Amarildo      | 29.6.1939      |                                     | Botafogo      |
| Mário Zagallo | 9.8.1931       | 5. ledna 2024 (ve věku 92 let)      | Botafogo      |

## Anglie(1966)
Hlavní trenér: Alf Ramsey
| Jméno          | Datum narození | Datum úmrtí                         | Klub                |
| Brankáři       | Brankáři       | Brankáři                            | Brankáři            |
| -------------- | -------------- | ----------------------------------- | ------------------- |
| Gordon Banks   | 30.12.1937     | 12. února 2019 (ve věku 81 let)     | Leicester City      |
| Ron Springett  | 22.7.1935      | 12. září 2015 (ve věku 80 let)      | Sheffield Wednesday |
| Peter Bonetti  | 27.9.1941      | 12. dubna 2020 (ve věku 78 let)     | Chelsea             |
| Obránci        |                |                                     |                     |
| George Cohen   | 22.10.1939     | 23. prosince 2022 (ve věku 83 let)  | Fulham              |
| Ray Wilson     | 17.12.1934     | 15. května 2018 (ve věku 83 let)    | Everton             |
| Jack Charlton  | 8.5.1935       | 10. července 2020 (ve věku 85 let)  | Leeds United        |
| Bobby Moore –  | 12.4.1941      | 24. února 1993 (ve věku 51 let)     | West Ham United     |
| Jimmy Armfield | 21.9.1935      | 22. ledna 2018 (ve věku 82 let)     | Blackpool FC        |
| Gerry Byrne    | 29.8.1938      | 28. listopadu 2015 (ve věku 77 let) | Liverpool FC        |
| Ron Flowers    | 28.7.1934      | 12. listopadu 2021 (ve věku 87 let) | Wolverhampton       |
| Norman Hunter  | 29.10.1943     | 17. dubna 2020 (ve věku 76 let)     | Leeds United        |
| Záložníci      |                |                                     |                     |
| Nobby Stiles   | 18.5.1942      | 30. října 2020 (ve věku 78 let)     | Manchester United   |
| Alan Ball      | 12.5.1945      | 25. dubna 2007 (ve věku 61 let)     | Blackpool FC        |
| Bobby Charlton | 11.10.1937     | 21. října 2023 (ve věku 86 let)     | Manchester United   |
| Martin Peters  | 8.11.1943      | 21. prosince 2019 (ve věku 76 let)  | West Ham United     |
| Ian Callaghan  | 10.4.1942      |                                     | Liverpool FC        |
| George Eastham | 23.9.1936      |                                     | Arsenal             |
| Útočníci       |                |                                     |                     |
| Jimmy Greaves  | 20.2.1940      | 19. září 2021 (ve věku 81 let)      | Tottenham Hotspur   |
| Geoff Hurst    | 8.12.1941      |                                     | West Ham United     |
| John Connelly  | 18.7.1938      | 25. října 2012 (ve věku 74 let)     | Manchester United   |
| Terry Paine    | 23.3.1939      |                                     | Southampton FC      |
| Roger Hunt     | 20.7.1938      | 27. září 2021 (ve věku 83 let)      | Liverpool FC        |

## Brazílie(1970)
Hlavní trenér: Mário Zagallo
| Jméno            | Datum narození | Datum úmrtí                        | Klub                    |
| Brankáři         | Brankáři       | Brankáři                           | Brankáři                |
| ---------------- | -------------- | ---------------------------------- | ----------------------- |
| Félix            | 24.12.1937     | 24. srpna 2012 (ve věku 74 let)    | Fluminense FC           |
| Ado              | 4.7.1946       |                                    | SC Corinthians Paulista |
| Leão             | 11.7.1949      |                                    | Palmeiras               |
| Obránci          |                |                                    |                         |
| Brito            | 9.8.1939       |                                    | Flamengo                |
| Carlos Alberto – | 17.7.1944      | 25. října 2016 (ve věku 72 let)    | Santos                  |
| Marco Antônio    | 6.2.1951       |                                    | Fluminense FC           |
| Baldocchi        | 14.3.1946      |                                    | Palmeiras               |
| Fontana          | 31.12.1940     | 9. září 1980 (ve věku 39 let)      | Cruzeiro                |
| Everaldo         | 11.9.1944      | 28. října 1974 (ve věku 30 let)    | Grêmio                  |
| Joel             | 18.9.1946      | 23. května 2014 (ve věku 67 let)   | Santos                  |
| Zé Maria         | 18.5.1949      |                                    | Portuguesa              |
| Záložníci        |                |                                    |                         |
| Piazza           | 25.2.1943      |                                    | Cruzeiro                |
| Clodoaldo        | 25.9.1949      |                                    | Santos                  |
| Jairzinho        | 25.12.1944     |                                    | Botafogo                |
| Gérson           | 11.1.1941      |                                    | São Paulo FC            |
| Roberto Rivelino | 1.1.1946       |                                    | SC Corinthians Paulista |
| Paulo César Lima | 16.6.1949      |                                    | Botafogo                |
| Útočníci         |                |                                    |                         |
| Tostão           | 25.1.1947      |                                    | Cruzeiro                |
| Pelé             | 23.10.1940     | 29. prosince 2022 (ve věku 82 let) | Santos                  |
| Roberto          | 31.7.1944      |                                    | Botafogo                |
| Edu              | 6.8.1949       |                                    | Santos                  |
| Dario            | 4.3.1946       |                                    | CA Mineiro              |

## SRN(1974)
Hlavní trenér: Helmut Schön
| Jméno                    | Datum narození | Datum úmrtí                      | Klub                     |
| Brankáři                 | Brankáři       | Brankáři                         | Brankáři                 |
| ------------------------ | -------------- | -------------------------------- | ------------------------ |
| Sepp Maier               | 28.2.1944      |                                  | FC Bayern Mnichov        |
| Norbert Nigbur           | 8.5.1948       |                                  | FC Schalke 04            |
| Wolfgang Kleff           | 16.11.1946     |                                  | Borussia Mönchengladbach |
| Obránci                  |                |                                  |                          |
| Berti Vogts              | 30.12.1946     |                                  | Borussia Mönchengladbach |
| Paul Breitner            | 5.9.1951       |                                  | FC Bayern Mnichov        |
| Hans-Georg Schwarzenbeck | 3.4.1948       |                                  | FC Bayern Mnichov        |
| Franz Beckenbauer –      | 11.9.1945      | 7. ledna 2024 (ve věku 78 let)   | FC Bayern Mnichov        |
| Horst-Dieter Höttges     | 10.9.1943      | 22. června 2023 (ve věku 79 let) | Werder Brémy             |
| Helmut Kremers           | 24.3.1949      |                                  | FC Schalke 04            |
| Záložníci                |                |                                  |                          |
| Herbert Wimmer           | 9.11.1944      |                                  | Borussia Mönchengladbach |
| Bernhard Cullmann        | 1.11.1949      |                                  | 1. FC Köln               |
| Günter Netzer            | 14.9.1944      |                                  | Real Madrid              |
| Wolfgang Overath         | 29.9.1943      |                                  | 1. FC Köln               |
| Heinz Flohe              | 28.1.1948      | 15. června 2013 (ve věku 65 let) | 1. FC Köln               |
| Rainer Bonhof            | 29.3.1952      |                                  | Borussia Mönchengladbach |
| Jupp Kapellmann          | 19.12.1949     |                                  | FC Bayern Mnichov        |
| Útočníci                 |                |                                  |                          |
| Jürgen Grabowski         | 7.7.1944       | 10. března 2022 (ve věku 77 let) | Eintracht Frankfurt      |
| Jupp Heynckes            | 9.5.1945       |                                  | Borussia Mönchengladbach |
| Gerd Müller              | 3.11.1945      | 15. srpna 2021 (ve věku 75 let)  | FC Bayern Mnichov        |
| Uli Hoeneß               | 5.1.1952       |                                  | FC Bayern Mnichov        |
| Bernd Hölzenbein         | 9.3.1946       | 15. dubna 2024 (ve věku 78 let)  | Eintracht Frankfurt      |
| Dieter Herzog            | 15.7.1946      |                                  | Fortuna Düsseldorf       |

## Argentina(1978)
Hlavní trenér: César Luis Menotti
| Jméno                | Datum narození | Datum úmrtí                      | Klub                   |
| Brankáři             | Brankáři       | Brankáři                         | Brankáři               |
| -------------------- | -------------- | -------------------------------- | ---------------------- |
| Héctor Baley         | 16.11.1950     |                                  | CA Huracán             |
| Ubaldo Fillol        | 21.7.1950      |                                  | CA River Plate         |
| Ricardo La Volpe     | 6.2.1952       |                                  | San Lorenzo            |
| Obránci              |                |                                  |                        |
| Luis Galván          | 24.2.1948      |                                  | Club Atlético Talleres |
| Daniel Killer        | 21.12.1949     |                                  | Racing Club            |
| Jorge Olguín         | 17.5.1952      |                                  | San Lorenzo            |
| Rubén Pagnanini      | 31.1.1949      |                                  | CA Independiente       |
| Daniel Passarella –  | 25.5.1953      |                                  | CA River Plate         |
| Alberto Tarantini    | 3.12.1955      |                                  | CA Boca Juniors        |
| Záložníci            |                |                                  |                        |
| Norberto Alonso      | 4.1.1953       |                                  | CA River Plate         |
| Osvaldo Ardiles      | 3.8.1952       |                                  | CA Huracán             |
| Américo Gallego      | 24.5.1955      |                                  | CA Newell's Old Boys   |
| Rubén Galván         | 7.4.1952       | 14. března 2018 (ve věku 65 let) | CA Independiente       |
| Mario Kempes         | 15.7.1954      |                                  | Valencia CF            |
| Omar Larrosa         | 18.11.1947     |                                  | CA Independiente       |
| Miguel Oviedo        | 12.10.1950     |                                  | Club Atlético Talleres |
| José Daniel Valencia | 3.10.1955      |                                  | Club Atlético Talleres |
| Ricardo Villa        | 18.8.1952      |                                  | Racing Club            |
| Útočníci             |                |                                  |                        |
| Daniel Bertoni       | 14.3.1955      |                                  | CA Independiente       |
| René Houseman        | 19.7.1953      | 22. března 2018 (ve věku 64 let) | CA Huracán             |
| Leopoldo Luque       | 3.5.1949       | 15. února 2021 (ve věku 71 let)  | CA River Plate         |
| Oscar Ortiz          | 8.4.1953       |                                  | CA River Plate         |

## Itálie(1982)
Hlavní trenér: Enzo Bearzot
| Jméno                | Datum narození | Datum úmrtí                       | Klub            |
| Brankáři             | Brankáři       | Brankáři                          | Brankáři        |
| -------------------- | -------------- | --------------------------------- | --------------- |
| Dino Zoff –          | 28.2.1942      |                                   | Juventus FC     |
| Ivano Bordon         | 13.4.1951      |                                   | Inter Milán     |
| Giovanni Galli       | 29.4.1958      |                                   | ACF Fiorentina  |
| Obránci              |                |                                   |                 |
| Franco Baresi        | 8.5.1960       |                                   | AC Milán        |
| Giuseppe Bergomi     | 22.12.1963     |                                   | Inter Milán     |
| Antonio Cabrini      | 8.10.1957      |                                   | Juventus FC     |
| Fulvio Collovati     | 9.5.1957       |                                   | AC Milán        |
| Claudio Gentile      | 27.9.1953      |                                   | Juventus FC     |
| Gaetano Scirea       | 25.5.1953      | 3. září 1989 (ve věku 36 let)     | Juventus FC     |
| Pietro Vierchowod    | 6.4.1959       |                                   | ACF Fiorentina  |
| Záložníci            |                |                                   |                 |
| Giancarlo Antognoni  | 1.4.1954       |                                   | ACF Fiorentina  |
| Giuseppe Dossena     | 2.5.1958       |                                   | Turín FC        |
| Gianpiero Marini     | 25.2.1951      |                                   | Inter Milán     |
| Gabriele Oriali      | 25.11.1952     |                                   | Inter Milán     |
| Marco Tardelli       | 24.9.1954      |                                   | Juventus FC     |
| Franco Causio        | 1.2.1949       |                                   | Udinese Calcio  |
| Bruno Conti          | 13.3.1955      |                                   | AS Řím          |
| Útočníci             |                |                                   |                 |
| Daniele Massaro      | 23.5.1961      |                                   | ACF Fiorentina  |
| Alessandro Altobelli | 28.11.1955     |                                   | Inter Milán     |
| Francesco Graziani   | 16.12.1952     |                                   | ACF Fiorentina  |
| Paolo Rossi          | 23.9.1956      | 9. prosince 2020 (ve věku 64 let) | Juventus FC     |
| Franco Selvaggi      | 15.5.1953      |                                   | Cagliari Calcio |

## Argentina(1986)
Hlavní trenér: Carlos Bilardo
| Jméno               | Datum narození | Datum úmrtí                         | Klub                    |
| Brankáři            | Brankáři       | Brankáři                            | Brankáři                |
| ------------------- | -------------- | ----------------------------------- | ----------------------- |
| Luis Islas          | 22.12.1965     |                                     | Estudiantes de La Plata |
| Nery Pumpido        | 30.7.1957      |                                     | CA River Plate          |
| Héctor Zelada       | 30.4.1957      |                                     | Club América            |
| Obránci             |                |                                     |                         |
| José Luis Brown     | 10.11.1956     | 12. srpna 2019 (ve věku 62 let)     | Deportivo Español       |
| Daniel Passarella   | 25.5.1953      |                                     | ACF Fiorentina          |
| Néstor Clausen      | 29.9.1962      |                                     | CA Independiente        |
| José Luis Cuciuffo  | 1.2.1961       | 11. prosince 2004 (ve věku 43 let)  | CA Vélez Sarsfield      |
| Oscar Garré         | 9.12.1956      |                                     | Club Ferro Carril Oeste |
| Julio Olarticoechea | 18.10.1958     |                                     | CA Boca Juniors         |
| Oscar Ruggeri       | 26.1.1962      |                                     | CA River Plate          |
| Záložníci           |                |                                     |                         |
| Sergio Batista      | 9.11.1962      |                                     | Argentinos Juniors      |
| Ricardo Bochini     | 25.1.1954      |                                     | CA Independiente        |
| Claudio Borghi      | 28.9.1964      |                                     | Argentinos Juniors      |
| Jorge Burruchaga    | 9.10.1962      |                                     | FC Nantes               |
| Héctor Enrique      | 26.4.1962      |                                     | CA River Plate          |
| Diego Maradona –    | 30.10.1960     | 25. listopadu 2020 (ve věku 60 let) | SSC Neapol              |
| Ricardo Giusti      | 11.12.1956     |                                     | CA Independiente        |
| Carlos Tapia        | 20.8.1962      |                                     | CA Boca Juniors         |
| Marcelo Trobbiani   | 17.2.1955      |                                     | Elche CF                |
| Útočníci            |                |                                     |                         |
| Sergio Almirón      | 18.11.1958     |                                     | CA Newell's Old Boys    |
| Jorge Valdano       | 4.10.1955      |                                     | Real Madrid             |
| Pedro Pasculli      | 17.5.1960      |                                     | US Lecce                |

## SRN(1990)
Hlavní trenér: Franz Beckenbauer
| Jméno             | Datum narození | Datum úmrtí                     | Klub                |
| Brankáři          | Brankáři       | Brankáři                        | Brankáři            |
| ----------------- | -------------- | ------------------------------- | ------------------- |
| Bodo Illgner      | 7.4.1967       |                                 | 1. FC Köln          |
| Raimond Aumann    | 12.10.1963     |                                 | FC Bayern Mnichov   |
| Andreas Köpke     | 12.3.1962      |                                 | 1. FC Norimberk     |
| Obránci           |                |                                 |                     |
| Stefan Reuter     | 16.10.1966     |                                 | FC Bayern Mnichov   |
| Andreas Brehme    | 9.11.1960      | 20. února 2024 (ve věku 63 let) | Inter Milán         |
| Jürgen Kohler     | 6.10.1965      |                                 | FC Bayern Mnichov   |
| Klaus Augenthaler | 26.9.1957      |                                 | FC Bayern Mnichov   |
| Guido Buchwald    | 24.1.1961      |                                 | VfB Stuttgart       |
| Thomas Berthold   | 12.11.1964     |                                 | AS Řím              |
| Paul Steiner      | 23.1.1957      |                                 | 1. FC Köln          |
| Hans Pflügler     | 27.3.1960      |                                 | FC Bayern Mnichov   |
| Záložníci         |                |                                 |                     |
| Pierre Littbarski | 16.4.1960      |                                 | 1. FC Köln          |
| Thomas Häßler     | 30.5.1966      |                                 | 1. FC Köln          |
| Lothar Matthäus – | 21.3.1961      |                                 | Inter Milán         |
| Uwe Bein          | 26.9.1960      |                                 | Eintracht Frankfurt |
| Andreas Möller    | 2.9.1967       |                                 | Borussia Dortmund   |
| Olaf Thon         | 1.5.1966       |                                 | FC Bayern Mnichov   |
| Günter Hermann    | 5.12.1960      |                                 | Werder Brémy        |
| Útočníci          |                |                                 |                     |
| Jürgen Klinsmann  | 30.7.1964      |                                 | Inter Milán         |
| Rudi Völler       | 13.4.1960      |                                 | AS Řím              |
| Frank Mill        | 23.7.1958      |                                 | Borussia Dortmund   |
| Karl-Heinz Riedle | 16.9.1965      |                                 | Werder Brémy        |

## Brazílie(1994)
Hlavní trenér:  Carlos Alberto Parreira
| Jméno            | Datum narození | Datum úmrtí | Klub                     |
| Brankáři         | Brankáři       | Brankáři    | Brankáři                 |
| ---------------- | -------------- | ----------- | ------------------------ |
| Cláudio Taffarel | 8.5.1966       |             | AC Reggiana 1919         |
| Zetti            | 10.1.1965      |             | São Paulo FC             |
| Gilmar Rinaldi   | 13.1.1959      |             | Flamengo                 |
| Obránci          |                |             |                          |
| Jorginho         | 17.8.1964      |             | FC Bayern Mnichov        |
| Ricardo Rocha    | 11.9.1962      |             | CR Vasco da Gama         |
| Ronaldão         | 19.6.1965      |             | Šimizu S-Pulse           |
| Branco           | 4.4.1964       |             | Fluminense FC            |
| Aldair           | 30.11.1965     |             | AS Řím                   |
| Cafu             | 7.6.1970       |             | São Paulo FC             |
| Márcio Santos    | 15.9.1969      |             | FC Girondins de Bordeaux |
| Záložníci        |                |             |                          |
| Mauro Silva      | 12.1.1968      |             | Deportivo de La Coruña   |
| Dunga            | 31.10.1963     |             | VfB Stuttgart            |
| Zinho            | 17.6.1967      |             | Palmeiras                |
| Raí              | 15.5.1965      |             | Paris Saint-Germain FC   |
| Leonardo         | 5.9.1969       |             | São Paulo FC             |
| Mazinho          | 8.4.1966       |             | Palmeiras                |
| Útočníci         |                |             |                          |
| Bebeto           | 16.2.1964      |             | Deportivo de La Coruña   |
| Romário          | 29.1.1966      |             | FC Barcelona             |
| Paulo Sérgio     | 2.6.1969       |             | Bayer 04 Leverkusen      |
| Müller           | 31.1.1966      |             | São Paulo FC             |
| Ronaldo          | 22.9.1976      |             | Cruzeiro                 |
| Viola            | 1.1.1969       |             | SC Corinthians Paulista  |

## Francie(1998)
Hlavní trenér: Aimé Jacquet
| Jméno              | Datum narození | Datum úmrtí | Klub                   |
| Brankáři           | Brankáři       | Brankáři    | Brankáři               |
| ------------------ | -------------- | ----------- | ---------------------- |
| Bernard Lama       | 7.4.1963       |             | Paris Saint-Germain FC |
| Fabien Barthez     | 28.6.1971      |             | AS Monaco              |
| Lionel Charbonnier | 25.10.1966     |             | AJ Auxerre             |
| Obránci            |                |             |                        |
| Vincent Candela    | 24.10.1973     |             | AS Řím                 |
| Bixente Lizarazu   | 9.12.1969      |             | FC Bayern Mnichov      |
| Laurent Blanc      | 19.11.1965     |             | Olympique Marseille    |
| Marcel Desailly    | 7.9.1968       |             | AC Milán               |
| Lilian Thuram      | 1.1.1972       |             | Parma FC               |
| Frank Leboeuf      | 22.1.1968      |             | Chelsea FC             |
| Záložníci          |                |             |                        |
| Patrick Vieira     | 23.6.1976      |             | Arsenal FC             |
| Didier Deschamps – | 15.10.1968     |             | Juventus FC            |
| Zinédine Zidane    | 23.6.1972      |             | Juventus FC            |
| Robert Pirès       | 29.10.1973     |             | FC Metz                |
| Bernard Diomède    | 23.1.1974      |             | AJ Auxerre             |
| Alain Boghossian   | 27.10.1970     |             | UC Sampdoria           |
| Emmanuel Petit     | 22.9.1970      |             | Arsenal FC             |
| Christian Karembeu | 3.12.1970      |             | Real Madrid            |
| Útočníci           |                |             |                        |
| Youri Djorkaeff    | 9.3.1968       |             | Inter Milán            |
| Stéphane Guivarc'h | 6.9.1970       |             | AJ Auxerre             |
| Thierry Henry      | 17.8.1977      |             | AS Monaco              |
| David Trézéguet    | 15.10.1977     |             | AS Monaco              |
| Christophe Dugarry | 24.3.1972      |             | Olympique Marseille    |

## Brazílie(2002)
Hlavní trenér: Luiz Felipe Scolari
| Jméno            | Datum narození | Datum úmrtí | Klub                   |
| Brankáři         | Brankáři       | Brankáři    | Brankáři               |
| ---------------- | -------------- | ----------- | ---------------------- |
| Marcos           | 4.8.1973       |             | Palmeiras              |
| Dida             | 7.10.1973      |             | Corinthians            |
| Rogério Ceni     | 22.1.1973      |             | São Paulo FC           |
| Obránci          |                |             |                        |
| Cafu –           | 7.6.1970       |             | AS Řím                 |
| Lúcio            | 8.5.1978       |             | Bayer 04 Leverkusen    |
| Roque Júnior     | 31.8.1976      |             | AC Milán               |
| Edmílson         | 10.7.1976      |             | Olympique Lyon         |
| Roberto Carlos   | 10.4.1973      |             | Real Madrid            |
| Juliano Belletti | 20.6.1976      |             | São Paulo FC           |
| Ânderson Polga   | 9.2.1979       |             | Grêmio                 |
| Júnior           | 20.6.1973      |             | Parma FC               |
| Záložníci        |                |             |                        |
| Ricardinho       | 23.5.1976      |             | Corinthians            |
| Gilberto Silva   | 7.10.1976      |             | CA Mineiro             |
| Rivaldo          | 19.4.1972      |             | FC Barcelona           |
| Ronaldinho       | 21.3.1980      |             | Paris Saint-Germain FC |
| Kléberson        | 19.6.1979      |             | CA Paranaense          |
| Vampeta          | 13.3.1974      |             | Corinthians            |
| Juninho          | 22.2.1973      |             | Middlesbrough FC       |
| Kaká             | 22.4.1982      |             | São Paulo FC           |
| Útočníci         |                |             |                        |
| Ronaldo          | 22.9.1976      |             | Inter Milán            |
| Denílson         | 24.8.1977      |             | Betis Sevilla          |
| Edílson          | 17.9.1971      |             | Cruzeiro Esporte Clube |
| Luizão           | 14.11.1975     |             | Grêmio                 |

## Itálie(2006)
Hlavní trenér:  Marcello Lippi
| Jméno                | Datum narození | Datum úmrtí | Klub              |
| Brankáři             | Brankáři       | Brankáři    | Brankáři          |
| -------------------- | -------------- | ----------- | ----------------- |
| Gianluigi Buffon     | 28.1.1978      |             | Juventus FC       |
| Angelo Peruzzi       | 16.2.1970      |             | SS Lazio          |
| Marco Amelia         | 2.4.1982       |             | AS Livorno Calcio |
| Obránci              |                |             |                   |
| Cristian Zaccardo    | 21.12.1981     |             | Palermo SSD       |
| Fabio Grosso         | 28.11.1977     |             | Palermo SSD       |
| Fabio Cannavaro -    | 13.9.1973      |             | Juventus FC       |
| Andrea Barzagli      | 8.5.1981       |             | Palermo SSD       |
| Alessandro Nesta     | 19.3.1976      |             | AC Milán          |
| Gianluca Zambrotta   | 19.2.1977      |             | Juventus FC       |
| Massimo Oddo         | 14.6.1976      |             | SS Lazio          |
| Marco Materazzi      | 19.8.1973      |             | FC Inter Milán    |
| Záložníci            |                |             |                   |
| Daniele De Rossi     | 24.7.1983      |             | AS Řím            |
| Gennaro Gattuso      | 9.1.1978       |             | AC Milán          |
| Mauro Camoranesi     | 4.10.1976      |             | Juventus FC       |
| Simone Barone        | 30.4.1978      |             | Palermo SSD       |
| Simone Perrotta      | 17.9.1977      |             | AS Řím            |
| Andrea Pirlo         | 19.5.1979      |             | AC Milán          |
| Útočníci             |                |             |                   |
| Alessandro Del Piero | 9.11.1974      |             | Juventus FC       |
| Luca Toni            | 26.5.1977      |             | ACF Fiorentina    |
| Francesco Totti      | 27.9.1976      |             | AS Řím            |
| Alberto Gilardino    | 5.7.1982       |             | AC Milán          |
| Vincenzo Iaquinta    | 21.11.1979     |             | Udinese Calcio    |
| Filippo Inzaghi      | 9.8.1973       |             | AC Milán          |

## Španělsko(2010)
| Č.        | Jméno                   | Datum narození | Klub            |
| Brankáři  | Brankáři                | Brankáři       | Brankáři        |
| --------- | ----------------------- | -------------- | --------------- |
| 1         | Iker Casillas –         | 20. 5. 1981    | Real Madrid     |
| 12        | Víctor Valdés           | 14. 1. 1982    | FC Barcelona    |
| 23        | Pepe Reina              | 31. 8. 1982    | Liverpool FC    |
| Obránci   |                         |                |                 |
| 2         | Raúl Albiol             | 4. 9. 1985     | Real Madrid     |
| 3         | Gerard Piqué            | 2. 2. 1987     | FC Barcelona    |
| 4         | Carlos Marchena         | 31. 7. 1979    | Valencia CF     |
| 5         | Carles Puyol            | 13. 4. 1978    | FC Barcelona    |
| 11        | Joan Capdevila          | 3.2. 1978      | Villarreal CF   |
| 15        | Sergio Ramos            | 30. 3. 1986    | Real Madrid     |
| 17        | Álvaro Arbeloa          | 17. 1. 1983    | Real Madrid     |
| Záložníci |                         |                |                 |
| 6         | Andrés Iniesta          | 11. 5. 1984    | FC Barcelona    |
| 8         | Xavi                    | 25. 1. 1980    | FC Barcelona    |
| 10        | Cesc Fàbregas           | 4. 5. 1987     | Arsenal FC      |
| 14        | Xabi Alonso             | 25. Nov 1981   | Real Madrid     |
| 16        | Sergio Busquets         | 16. 7. 1988    | FC Barcelona    |
| 20        | Javi Martínez           | 2. 9. 1988     | Athletic Bilbao |
| 21        | David Silva             | 8. 1. 1986     | Valencia CF     |
| Útočníci  |                         |                |                 |
| 7         | David Villa             | 3. 12. 1981    | Valencia CF     |
| 9         | Fernando Torres         | 20. 3. 1984    | Liverpool FC    |
| 13        | Juan Manuel Mata        | 28. 4. 1988    | Valencia CF     |
| 18        | Pedro Rodríguez Ledesma | 28. 7. 1987    | FC Barcelona    |
| 19        | Fernando Llorente       | 26. 2. 1985    | Athletic Bilbao |
| 22        | Jesús Navas             | 21. Nov 1985   | Sevilla FC      |

Trenér:  Vicente del Bosque       23. 12. 1950

## Německo(2014)
| Č.        | Jméno                  | Datum narození              | Klub                     | Zápasy (góly)  | Na MS    | Na MS    | Na MS    | Na MS    | Na MS    |          |
| Č.        | Jméno                  | Datum narození              | Klub                     | Zápasy (góly)  | Z        | G        | ŽK       | ČK       | min.     |          |
| Brankáři  | Brankáři               | Brankáři                    | Brankáři                 | Brankáři       | Brankáři | Brankáři | Brankáři | Brankáři | Brankáři | Brankáři |
| --------- | ---------------------- | --------------------------- | ------------------------ | -------------- | -------- | -------- | -------- | -------- | -------- | -------- |
| 1         | Manuel Neuer           | 27. března 1986 (28 let)    | FC Bayern Mnichov        | 46 (0)         | 7        | 0        | 0        | 0        | 690      |          |
| 12        | Ron-Robert Zieler      | 12. února 1989 (25 let)     | Hannover 96              | 3 (0)          | 0        | 0        | 0        | 0        | 0        |          |
| 22        | Roman Weidenfeller     | 6. srpna 1980 (33 let)      | Borussia Dortmund        | 2 (0)          | 0        | 0        | 0        | 0        | 0        |          |
| Obránci   |                        |                             |                          |                |          |          |          |          |          |          |
| 2         | Kevin Großkreutz       | 19. července 1988 (25 let)  | Borussia Dortmund        | 5 (0)          | 0        | 0        | 0        | 0        | 0        |          |
| 4         | Benedikt Höwedes       | 29. února 1988 (26 let)     | FC Schalke 04            | 22 (2)         | 7        | 0        | 2        | 0        | 690      |          |
| 5         | Mats Hummels           | 16. prosince 1988 (25 let)  | Borussia Dortmund        | 31 (3)         | 6        | 2        | 0        | 0        | 508      |          |
| 15        | Erik Durm              | 12. května 1992 (22 let)    | Borussia Dortmund        | 1 (0)          | 0        | 0        | 0        | 0        | 0        |          |
| 16        | Philipp Lahm –         | 11. listopadu 1983 (30 let) | FC Bayern Mnichov        | 107 (5)        | 7        | 0        | 1        | 0        | 690      |          |
| 17        | Per Mertesacker        | 29. září 1984 (29 let)      | Arsenal FC               | 99 (4)         | 6        | 0        | 0        | 0        | 436      |          |
| 20        | Jérôme Boateng         | 3. září 1988 (25 let)       | FC Bayern Mnichov        | 40 (0)         | 7        | 0        | 0        | 0        | 645      |          |
| 21        | Shkodran Mustafi       | 17. dubna 1992 (22 let)     | UC Sampdoria             | 1 (0)          | 3        | 0        | 0        | 0        | 132      |          |
| Záložníci |                        |                             |                          |                |          |          |          |          |          |          |
| 3         | Matthias Ginter        | 19. ledna 1994 (20 let)     | SC Freiburg              | 2 (0)          | 0        | 0        | 0        | 0        | 0        |          |
| 6         | Sami Khedira           | 4. dubna 1987 (27 let)      | Real Madrid              | 47 (4)         | 5        | 1        | 1        | 0        | 376      |          |
| 7         | Bastian Schweinsteiger | 1. srpna 1984 (29 let)      | FC Bayern Mnichov        | 102 (23)       | 6        | 0        | 2        | 0        | 505      |          |
| 8         | Mesut Özil             | 15. října 1988 (25 let)     | Arsenal FC               | 56 (17)        | 7        | 1        | 0        | 0        | 655      |          |
| 9         | André Schürrle         | 6. listopadu 1990 (23 let)  | Chelsea FC               | 34 (13)        | 6        | 3        | 0        | 0        | 245      |          |
| 10        | Lukas Podolski         | 4. června 1985 (29 let)     | Arsenal FC               | 115 (47)       | 2        | 0        | 0        | 0        | 53       |          |
| 13        | Thomas Müller          | 13. září 1989 (24 let)      | FC Bayern Mnichov        | 50 (20)        | 7        | 5        | 0        | 0        | 682      |          |
| 14        | Julian Draxler         | 20. září 1993 (20 let)      | FC Schalke 04            | 11 (1)         | 1        | 0        | 0        | 0        | 14       |          |
| 18        | Toni Kroos             | 4. ledna 1990 (24 let)      | FC Bayern Mnichov        | 45 (5)         | 7        | 2        | 0        | 0        | 690      |          |
| 19        | Mario Götze            | 3. června 1992 (22 let)     | FC Bayern Mnichov        | 30 (9)         | 6        | 2        | 0        | 0        | 257      |          |
| 23        | Christoph Kramer       | 19. února 1991 (23 let)     | Borussia Mönchengladbach | 2 (0)          | 3        | 0        | 0        | 0        | 43       |          |
| Útočníci  |                        |                             |                          |                |          |          |          |          |          |          |
| 11        | Miroslav Klose         | 9. června 1978 (36 let)     | SS Lazio                 | 132 (69)       | 5        | 2        | 0        | 0        | 281      |          |
| Trenér    |                        |                             |                          |                |          |          |          |          |          |          |
|           | Joachim Löw            | 3. února 1960 (54 let)      |                          | 106 (72 výher) |          |          |          |          |          |          |

## Francie(2018)
| Číslo                                       | Jméno                       | Stát / klub                   | Datum narození              | Foto                                        |
| Brankáři                                    | Brankáři                    | Brankáři                      | Brankáři                    | Brankáři                                    |
| ------------------------------------------- | --------------------------- | ----------------------------- | --------------------------- | ------------------------------------------- |
| 1                                           | Hugo Lloris –               | Tottenham Hotspur (Anglie)    | 26.12.1986                  | Archivováno 23. 6. 2018 na Wayback Machine. |
| 16                                          | Steve Mandanda              | Olympique Marseille (Francie) | 28.3.1985                   | Archivováno 23. 6. 2018 na Wayback Machine. |
| 23                                          | Alphonse Areola             | Paris St. Germain (Francie)   | 27.2.1993                   | Archivováno 22. 6. 2019 na Wayback Machine. |
| Obránci                                     |                             |                               |                             |                                             |
| 2                                           | Benjamin Pavard             | VfB Stuttgart (Německo)       | 28.3.1996                   | Archivováno 23. 6. 2018 na Wayback Machine. |
| 3                                           | Presnel Kimpembe            | Paris St. Germain (Franie)    | 13.8.1995                   | Archivováno 22. 6. 2018 na Wayback Machine. |
| 4                                           | Raphaël Varane              | Real Madrid (Španělsko)       | 25.4.1993                   | Archivováno 23. 6. 2018 na Wayback Machine. |
| 5                                           | Samuel Umtiti               | FC Barcelona (Španělsko)      | 14.11.1993                  | Archivováno 22. 6. 2018 na Wayback Machine. |
| 17                                          | Adil Rami                   | Olympique Marseille (Francie) | 27.12.1985                  | Archivováno 23. 6. 2018 na Wayback Machine. |
| 19                                          | Djibril Sidibé              | AS Monako FC (Monako)         | 29.7.1992                   | Archivováno 23. 6. 2018 na Wayback Machine. |
| 21                                          | Lucas Hernández             | Atlético Madrid (Španělsko)   | 14.2.1996                   | Archivováno 23. 6. 2018 na Wayback Machine. |
| 22                                          | Benjamin Mendy              | Manchester City FC (Anglie)   | 17.7.1994                   | Archivováno 23. 6. 2018 na Wayback Machine. |
| Záložníci                                   |                             |                               |                             |                                             |
| 6                                           | Paul Pogba                  | Manchester United FC (Anglie) | 15.3.1993                   | Archivováno 22. 6. 2018 na Wayback Machine. |
| 12                                          | Corentin Tolisso            | Bayern Mnichov (Německo)      | 3.8.1994                    | Archivováno 22. 6. 2019 na Wayback Machine. |
| 13                                          | N´Golo Kanté                | Chelsea FC (Anglie)           | 29.3.1991                   | Archivováno 22. 6. 2019 na Wayback Machine. |
| 14                                          | Blaise Matuidi              | Juventus Turín (Itálie)       | 9.4.1987                    | Archivováno 22. 6. 2018 na Wayback Machine. |
| 15                                          | Steven N´Zonzi              | FC Sevilla (Španělsko)        | 15.12.1988                  | Archivováno 23. 6. 2018 na Wayback Machine. |
| Útočníci                                    |                             |                               |                             |                                             |
| 7                                           | Antoine Griezmann           | Atlético Madrid (Španělsko)   | 21.3.1991                   | Archivováno 22. 6. 2018 na Wayback Machine. |
| 8                                           | Thomas Lemar                | AS Monako FC (Monako)         | 12.11.1995                  | Archivováno 22. 6. 2018 na Wayback Machine. |
| 9                                           | Olivier Giroud              | Chelsea FC (Anglie)           | 30.9.1986                   | Archivováno 22. 6. 2018 na Wayback Machine. |
| 10                                          | Kylian Mbappé               | Paris St. Germain (Francie)   | 20.12.1998                  | Archivováno 18. 2. 2019 na Wayback Machine. |
| 11                                          | Ousmane Dembélé             | FC Barcelona (Španělsko)      | 15.5.1997                   | Archivováno 22. 6. 2018 na Wayback Machine. |
| 18                                          | Nabil Fekir                 | Olympique Lyon (Francie)      | 18.7.1993                   | Archivováno 22. 6. 2019 na Wayback Machine. |
| 20                                          | Florian Thauvin             | Olympique Marseille (Francie) | 26.1.1993                   | Archivováno 22. 6. 2018 na Wayback Machine. |
| Hlavní trenér                               |                             |                               |                             |                                             |
| Didier Deschamps 15.10.1968                 | Didier Deschamps 15.10.1968 | Didier Deschamps 15.10.1968   | Didier Deschamps 15.10.1968 | Archivováno 23. 6. 2018 na Wayback Machine. |
| Soupiska na FIFA.com                        |                             |                               |                             |                                             |
| Archivováno 22. 6. 2019 na Wayback Machine. |                             |                               |                             |                                             |

## Argentina(2022)
Hlavní trenér:  Lionel Scaloni
| Jméno               | Datum narození | Datum úmrtí | Klub                      |
| Brankáři            | Brankáři       | Brankáři    | Brankáři                  |
| ------------------- | -------------- | ----------- | ------------------------- |
| Franco Armani       | 16.10.1986     |             | CA River Plate            |
| Gerónimo Rulli      | 20.5.1992      |             | Villarreal CF             |
| Emiliano Martínez   | 2.9.1992       |             | Aston Villa FC            |
| Obránci             |                |             |                           |
| Juan Foyth          | 12.1.1998      |             | Villarreal CF             |
| Nicolás Tagliafico  | 31.8.1992      |             | Olympique Lyon            |
| Gonzalo Montiel     | 1.1.1997       |             | Sevilla FC                |
| Germán Pezzella     | 27.6.1991      |             | Real Betis                |
| Marcos Acuña        | 28.10.1991     |             | Sevilla FC                |
| Cristian Romero     | 27.4.1998      |             | Tottenham Hotspur FC      |
| Nicolás Otamendi    | 12.2.1988      |             | Benfica Lisabon           |
| Lisandro Martínez   | 18.1.1998      |             | Manchester United FC      |
| Nahuel Molina       | 6.4.1998       |             | Atlético Madrid           |
| Záložníci           |                |             |                           |
| Leandro Paredes     | 29.6.1994      |             | Juventus FC               |
| Rodrigo De Paul     | 24.5.1994      |             | Atlético Madrid           |
| Exequiel Palacios   | 5.10.1998      |             | Bayer 04 Leverkusen       |
| Thiago Almada       | 26.4.2001      |             | Atlanta United FC         |
| Papu Gómez          | 15.2.1988      |             | Sevilla FC                |
| Guido Rodríguez     | 12.4.1994      |             | Real Betis                |
| Alexis Mac Allister | 24.12.1998     |             | Brighton & Hove Albion FC |
| Enzo Fernández      | 17.1.2001      |             | Benfica Lisabon           |
| Útočníci            |                |             |                           |
| Julián Álvarez      | 31.1.2000      |             | Manchester City FC        |
| Lionel Messi -      | 24.6.1987      |             | Paris Saint-Germain FC    |
| Ángel Di María      | 14.2.1988      |             | Juventus FC               |
| Ángel Correa        | 9.3.1995       |             | Atlético Madrid           |
| Paulo Dybala        | 15.11.1993     |             | AS Řím                    |
| Lautaro Martínez    | 22.8.1997      |             | FC Inter Milán            |